# Спіріно
Спі́ріно (рос. Спирино) — присілок у складі Верховазького району Вологодської області, Росія. Входить до складу Чушевицького сільського поселення.

## Населення
Населення — 17 осіб (2010; 29 у 2002).
Національний склад (станом на 2002 рік):
- росіяни — 100 %